# International Immunopharmacology
International Immunopharmacology, abgekürzt Int. Immunopharmacol., ist eine wissenschaftliche Fachzeitschrift, die vom Elsevier-Verlag veröffentlicht wird. Die Zeitschrift erscheint mit zwölf Ausgaben im Jahr. Es werden Arbeiten veröffentlicht, die sich mit der Immunopharmakologie beschäftigen.
Der Impact Factor lag im Jahr 2014 bei 2,472. Nach der Statistik des ISI Web of Knowledge wird das Journal mit diesem Impact Factor in der Kategorie Pharmakologie und Pharmazie an 118. Stelle von 254 Zeitschriften und in der Kategorie Immunologie an 87. Stelle von 148 Zeitschriften geführt.